# Mimegralla teroensis
Mimegralla teroensis är en tvåvingeart som beskrevs av Willi Hennig 1935. Mimegralla teroensis ingår i släktet Mimegralla och familjen skridflugor.
Artens utbredningsområde är Uganda. Inga underarter finns listade i Catalogue of Life.